# Hans Krijt
Hans Krijt (Zaandam, 3 januari 1927 – Praag, 12 maart 2011) was een Nederlands-Tsjechisch schrijver, vertaler en regisseur.

## Levensloop
Hans Jacob Krijt, zoon van een loodgieter, groeide op in een links gezin met elf kinderen in Zaandam. Hij maakte de bezettingsjaren mee in Nederland. Na de oorlog moest hij als dienstplichtige in het leger en werd hij uitgezonden naar Nederlands-Indië. In februari 1948 deserteerde Krijt uit het Nederlandse leger in Indië, omdat hij weigerde mee te doen aan de politionele acties. Nederland voerde toen een laatste koloniale campagne in het Verre Oosten. Dankzij communistische connecties wist hij via Brussel en Parijs de stad Praag te bereiken. 
In Praag vond net de communistische staatsgreep plaats. Krijt ging daar werken als boer, maar nog geen twee weken later grepen de Tsjecho-Slowaakse communisten de macht en arresteerden talloze niet-communisten.  Bij de zuiveringen die daarna volgden, kreeg Hans te maken met de geheime dienst. Hij werd tien dagen opgesloten in een ondergrondse kelder. Nadat hij beloofde om de geheime dienst verslag uit te brengen van ieder contact met buitenlanders, lieten ze hem vrij. Ook al had hij nooit contact met buitenlanders, toch kregen ze hem op die manier in hun greep.
In 1950 belandde Krijt op de Praagse Filmacademie. Hij studeerde daar samen met onder andere Miloš Forman en Milan Kundera. Hij maakte de Praagse Lente en de val van de Muur mee, en bleef in Praag wonen.
Hij trouwde in 1956 met Olga Fuchsová, de latere hoogleraar Nederlands aan de Karelsuniversiteit Praag.
Hij werd regisseur en ontmoette vele kunstenaars en schrijvers, waaronder Václav Havel en Bohumil Hrabal. In 1966 nam hij gedwongen ontslag bij de Tsjechische televisie, omdat de Nederlandse ambassade dit als voorwaarde stelde voor het terugkrijgen van zijn Nederlandse nationaliteit die hij verloren had door zijn desertie.  In 1969 probeerden Hans en zijn vrouw naar Nederland te verhuizen, maar dat mislukte. Daarna was hij voornamelijk schrijver en vertaalde vele werken van het Tsjechisch naar het Nederlands en vice versa. Hij gaf ook Nederlandse les op een talenschool.
Hans Krijt was de broer van de Zaanse fotograaf Wim Krijt.

## Vertalingen en bewerkingen
- Bohumil Hrabal, Zwaarbewaakte treinen (1967)
- Vladimir Paral, Katapult. Dienstregeling van spoor-, scheeps- en luchtlijnen naar het paradijs (1969)
- A. Pludek, Schot in eigen doel (met Miep Diekmann) (1971)
- Jana Cervenkova, Die avond met Milan (met Miep Diekmann) (1972)
- Stanioslav Rudolf, Eerlijk spel (met Miep Diekmann) (1975)
- Ota Pavel, Karpers voor de Wehrmacht (met Miep Diekmann) (1976)
- Véra Adlová, Blues voor Alexandra (met Miep Diekmann en Olga Krijtová) (1976)
- Milena Lukešová, Jan-Peter in het bos (1977)
- Václav Ctvrtek, Rover Roemdoen (met Miep Diekmann) (1977)
- Václav Ctvrtek, Vroemvroem het roverskind (met Miep Diekmann) (1978)
- Dagmar Lhotová en Z.K. Slabý. De 4 vakantieplezier (met Miep Diekmann) (1978)
- Josef Boucek, Zwijgen tot je barst (met Miep Diekmann) (1978)
- Jaroslav Tichý, De slimme streken van Koeba (met Miep Diekmann) (1978)
- Ota Hofman, De rode schuur (met Miep Diekmann) (1979)
- Miroslav Válek, Rinkelreizen (1980)
- Jana Srámková, Opgeruimd staat (niet) zo netjes (met Miep Diekmann) (1980)
- Jana Cervenková, Katja tussen jij en u (met Miep Diekmann) (1981)
- Milena Lukešová , Het sneeuwpaard (1982)
- Josef Boucek, Hard tegen hard (met Miep Diekmann) (1982)
- Ota Hofman, Mischa en de sterresteen (met Miep Diekmann) (1982)
- Josef Klima, Radicaal het mes erin (met Miep Diekmann) (1984)
- Ota Hofman, De bezoekers (met Miep Diekmann) (1985)
- Karel Čapek, De eerste ploeg (met Miep Diekmann) (1986)
- Miloš Macourek, De wenstelefoon (met Miep Diekmann) (1986)
- Praag, in het hart van Europa (1987)
- Václav Havel, Naar alle windstreken (met R. Ernest) (1990)
- Nikolaj Gogol, De Revisor (toneelstuk) (met Walter Tillemans) (1992) Komedie
- Iva Procházková, De tijd van de geheime wensen (met Miep Diekmann en Olga Krijtová) (1993)
- Prague, in het hart van Europa (1994)
- Marie Vitochova, Jindrich Kejr; Praag, een Historische Stad (1996)

## Radio, televisie en film
- Věčná hudba (1956, regisseur documentaire)
- Holandsko Dolem Dokola over Nederland als fietsland (regisseur)
- Holandsko z jedné vody načisto over Nederland en het water (1965, regisseur)
- TROS foto-toto (1966, regisseur)
- Kdo je Karel Ančerl? / Wie is Karel Ančerl? (1968, regisseur)
- Zeven getuigen / Sedm svědků (1968, vertaler hoorspel), NCRV
- Leer om leer (1969, vertaler hoorspel), NCRV
- Het gesprek is voor uw rekening / Bylo to na váš účet (1969, vertaler hoorspel)
- De isoleerkamer (vertaler hoorspel)
- De schutsengel (1971, vertaler hoorspel)
- De lange herfstdag (1971, vertaler)
- Het levende lijk (1972, vertaler)
- De Helderziende (1972, vertaler), NCRV
- Schapenborre (1976, vertaler)